# Fragmentação (sociologia)
Na sociologia urbana, fragmentação refere-se à ausência ou ao subdesenvolvimento de conexões entre a sociedade e os agrupamentos de alguns membros dessa sociedade nos moldes de uma cultura, nacionalidade, raça, idioma, ocupação, religião, nível de renda ou outros recursos comuns. interesses. Essa lacuna entre o grupo em questão e o restante pode ser social, indicando más inter-relações entre si; econômico baseado em desigualdades estruturais; institucional em termos de organizações políticas, ocupacionais, educativas ou associativas formais e específicas e/ou geográfica que impliquem concentração regional ou residencial. Bell hooks cunhou o termo ao abordar o problema da "hierarquia da opressão" dentro do movimento feminista; onde alguns sentiam que experimentavam mais tipos de opressão davam maior validade à opinião de alguém e, portanto, minavam a força e a solidariedade do grupo dentro do movimento, tanto quanto a identidade não-interseccional nos anos 1970. Hooks defendia maior inclusão, apoio mútuo e entendimento de vários tipos de feminismo dentro do movimento; cada um compartilhando os mesmos objetivos de equidade, mas tendo ideias diferentes sobre os métodos para atingir esses objetivos.